# Краснозатонский
Краснозато́нский (с 1930 по 1948 гг. Кра́сный Во́дник, с 1948 по 1952 гг. Кра́сный Зато́н) — посёлок городского типа в Республике Коми, входит в городской округ «Сыктывкар».

## Физико-географическая характеристика
Посёлок расположен в дельте реки Сысолы вдоль длинного затона и окружён преимущественно сосновым лесом. Через посёлок проходит лесная речка Ляпкыдшор.
Находится в 9 км к востоку от Сыктывкара.

## История
По некоторым сведениям до Октябрьской революции на месте будущего посёлка находилось небольшое поселение, которое принадлежало купцу. В него входили дом, скотный двор, плотина в устье лесной речки Ляпкыдшор (коми «Мелкий ручей») и мельница, а также грядки для зерновых и овощных культур. В дальнейшем хозяйство разорилось и владелец продал постройки.
В связи с организацией и интенсификации в советские годы лесосплава и речного транспорта на реке Вычегда власти приняли решение построить базу для отстоя и ремонта речных судов в окрестностях Усть-Сысольска (переименованный в 1930 году в г. Сыктывкар). Первые строители ремонтной базы прибыли в окрестности будущего посёлка ещё в 1929 году. Тогда началось строительство школы для подготовки кадров для речного транспорта — РШУ и жилого дома для речников. Так возникло место для стоянки и зимовки флота.
Образование посёлка Краснозатонский началось в 1930 году после того, как 7 августа 1930 года Коми областной исполком принял постановление о предоставлении существующих построек дома инвалидов с прилегающим земельным участком Северному речному пароходству для строительства базы по отстою и ремонту речных судов. Отстой первых судов был организован в затоне уже осенью 1930 года. Поселение получило название «Красный Водник» и был подчинено пристани «Сыктывкар». В этом же году было начато строительство первых деревянных зданий. В 1932 году было закончено строительство РШУ. В затон начали прибывать на зимовку пароходы. Тогда флот насчитывал пять пароходов и несколько барж.
В период с 1930 по 1934 годы в посёлке были построены: столовая-общежитие, клуб-общежитие, ремесленное училище, общежитие для учащихся, дом РШУ, дом для плавсостава, учебные мастерские для училища, дом ИТР, баня, магазин и дом для пожарной команды.
В 1934 году Северное речное пароходство на базе учебных мастерских образовало судоремонтные мастерские «Красный Водник», подчинённые пароходству. Коллектив мастерских работал в тяжёлых условиях, а до 1938 года многие жители жили в землянках. Сообщение с городом было пешее, лишь в 1934 году началось нерегулярное движение пароходов. На пристань «Сыктывкар» попадали через паромную переправу. В период дождей и снежных заносов грунтовые дороги становились непроходимыми. Несмотря на трудности, судоремонтные мастерские развивались и посёлок расширялся. К 1948 году он имел уже несколько улиц: Судоремонтную, Краснозатонскую, Капитана Чадаева, Кузнечную, Шолохова.
По решению Совнаркома СССР в январе 1941 года было начато строительство Вычегодской судоверфи. Для её строительства была выбрана площадка на берегу озера Выльты (коми «Новое озеро») в двух километрах от судоремонтных мастерских «Красный Водник». Вдоль озера шла грунтовая дорога «Сыктывкар–Усть-Кулом», где имелись небольшие расчищенные места и три ветхих барака, оставшихся после ликвидации в 1935 году лесозаготовительного пункта. Эти бараки далее были приспособлены для размещения первых рабочих, начавших строительство верфи.
В сентябре 1941 года на противоположном берегу озера Выльты, напротив строящейся судоверфи, была заложена первая баржа грузоподъёмностью 1000 тонн. А после приезда 42-х человек квалифицированных рабочих-судоплотников Пиндушской судоверфи из Карелии работы возобновились. В марте 1942 года были приняты в эксплуатацию общежитие и два 8-ми квартирных дома, но жилищно-бытовые условия оставались крайне тяжёлыми: на 1-го человека приходилось 3,4 кв. м. жилой площади, 14 семей проживали в домах судоремонтных мастерских «Красный Водник» и имели 1,7 кв. м. жилой площади на человека.
В период с 1942 по 1944 гг. многие мужчины были призваны на фронт. Из-за кадрового дефицита остальным рабочим приходилось часто работать по 10 часов в день без отпусков и выходных.
В 1944 году в посёлке были удлинены автодороги, построены общежитие на 120 мест, баня, клуб, магазин и др.
После войны в посёлок стали массово привозить интернированных и репрессированных. Так, по состоянию на 1 июня 1949 г. в Красном Затоне находилось 97 высланных: 46 украинцев («ОУНовцев»), 40 раскулаченных, 7 немцев и 4 «власовца», а на судоверфи — 626 высланных: 266 раскулаченных, 186 «ОУНовцев», 88 «власовцев», 86 немцев.
В 1948 году посёлки судоремонтных мастерских и судоверфи объединились в посёлок с новым названием Красный Затон, образовалась главная улица Корабельная, а позже, 29 мая 1952 года, Указом Президиума Верховного Совета Коми АССР было принято решение о переименовании посёлка (Краснозатонский) образовании Краснозатонского поселкового совета, в состав которого вошли посёлки: собственно Краснозатонский, Верхняя Максаковка, Выльтыдор, Алёшино, Седкыркещ, Лемъю и Лемский. Фактически Краснозатонский поселковый совет был сформирован в марте 1953 года после проведения выборов. Первым председателем поселкового совета и председателем исполнительного комитета была избрана Мария Александровна Верещагина.
В 1969 году в состав Краснозатонского поселкового совета вошёл посёлок Верхний Мырты-ю. В 1971 году из его состава были выведены посёлки Алёшино и Седкыркещ в связи с образованием Вычегодского сельсовета.
В 1972 году произошло важное событие для всех жителей поселка — был введён в эксплуатацию мост через реку Сысолу и участок автодороги Сыктывкар–Краснозатонский.
В 1981 году из состава Краснозатонского поссовета были выведены посёлки Верхняя Максаковка, Выльтыдор и Мырты-ю в связи с образованием Вернемаксаковского поселкового совета.
В мае 1983 года в городе Сыктывкаре были образованы два района: Куратовский и Октябрьский. В связи с этим Краснозатонский поселковый совет был упразднён и распущен, а посёлок Краснозатонский, вошедший в состав Куратовского района, стал микрорайоном города.
В октябре 1988 года Куратовский и Октябрьский районы города были упразднены. А 15 ноября 1990 года был вновь зарегистрирован посёлок Краснозатонский, отнесённый в декабре 1990 года к категории рабочих посёлков.
В апреле 1991 года, после выборов, вновь были сформированы Краснозатонский поселковый совет и его исполнительный комитет. Однако после проведения в Российской Федерации реформы органов власти в декабре 1991 года, Краснозатонский поселковый совет снова был упразднён и распущен, а исполнительный комитет преобразован в администрацию посёлка Краснозатонский.
В феврале 1993 года ОАО «Сыктывкарский речной порт» передал со своего баланса в городскую (муниципальную) собственность комбинат коммунальных предприятий (ККП), канализационные сети и очистные сооружения, водозаборные сооружения и сети водоснабжения, отопительные котельные №№ 3 и 4, теплосети и жилой фонд.
Сыктывкарский «Горкомхоз» на базе принятого ККП создал 1 апреля 1993 года Краснозатонский филиал «Горкомхоза».
С 1989 года в посёлке оживилось индивидуальное строительство жилья. В период с 1989 по 1993 годы было выделено для строительства индивидуальных жилых домов порядка 700 земельных участков. Район индивидуальной застройки получил название микрорайон «Сосновая Поляна».
Произошли изменения в торговой сети посёлка. Если до 1994 года торговое обслуживание жителей посёлка осуществляли только магазины ОАО «Речторг» (ранее ОРС речного порта, ВССЗ), то в 1994 году два магазина в посёлке были переданы АО «Продтовары» и один АО «Промтовары».
С 1 сентября 1995 года уличное освещение посёлка перешло от речного порта на содержание и обслуживание «Горсвета» — специализированного предприятия, входящего в состав МП «Горкомхоз».
С 1995 года была начата работа по передаче энергетического хозяйства и электрических сетей посёлка с баланса речного порта на содержание и обслуживание «Южным электрическим сетям» АЭК «Комиэнерго». В связи с этим в 1995 году в посёлке было создано подразделение ЮЭС — Краснозатонский участок электрических сетей. Приёмо-передача сетей была завершена 15 августа 1996 года.
В декабре 2001 года были начаты работы по прокладке трассы природного газа от Сыктывкара к посёлку Краснозатонский. С 12 ноября 2002 года началась газификация посёлка. В течение трёх лет на природный газ были переведены котельная №1, котельная горбольницы и все многоквартирные жилые дома, ранее подключённые к групповым расходным ёмкостям сжиженного газа.
В октябре 2005 года в здании пристройки к дому №48А по ул. Ломоносова после переоборудования помещения, в котором располагался магазин, была открыта библиотека.
В 2020 году открылась новая школа на 600 мест в микрорайоне «Сосновая поляна».

## Администрация пгт. Краснозатонский
Руководителем администрации  пгт. Краснозатонский  МО ГО «Сыктывкар» в настоящее время является Чупров М. В.
Почтовый адрес администрации: 167904, г. Сыктывкар, пгт. Краснозатонский, Клубный переулок, д.4.

## Связь
В 2014 году в пгт. Краснозатонский появился высокоскоростной Интернет провайдера I-Way.

## Население
| 1959  | 1970    | 1979    | 2002  | 2009  | 2010  | 2012  | 2013  | 2014  |
| ----- | ------- | ------- | ----- | ----- | ----- | ----- | ----- | ----- |
| 5593  | ↗12 122 | ↘11 894 | ↘8497 | ↘8328 | ↗8603 | ↗8637 | ↗8709 | ↘8694 |
| 2015  | 2016    | 2017    | 2018  | 2019  | 2020  | 2021  | 2024  |       |
| ↗8715 | ↘8632   | ↘8579   | ↘8566 | ↘8479 | ↘8471 | ↘7436 | ↘7367 |       |

## Почётные жители
- Заслуженный учитель Коми АССР Баженов Питирим Константинович (1930—2008)